# Alain Huetz de Lemps
Pour les articles homonymes, voir Huetz de Lemps.
Alain Huetz de Lemps, né le 29 juin 1926 à Bourges (Cher) et mort le 13 octobre 2024 à Bordeaux,  est un géographe, botaniste et économiste français.

## Biographie

### Jeunesse et études
Alain Huetz de Lemps passe avec succès l'agrégation de géographie en 1949. En 1969, Il passe son doctorat d'État à l'université Panthéon-Sorbonne : Vignobles et vins du nord-ouest de l'Espagne, sous la direction de Roger Dion et de Georges Chabot.

### Parcours professionnel
Il est nommé au lycée d'Alger en 1950. Il y reste jusqu'en 1951. Il est ensuite lecteur à l'université de Nouvelle-Zélande de 1952 à 1953, et parcourt les îles d’Océanie puis l’Australie. Il est lauréat et pensionnaire de l'École des Hautes Études Hispaniques de la Casa de Velázquez à Madrid de septembre 1954 à 1955.
La Casa ayant été détruite pendant la guerre, il loge avec quelques autres pensionnaires dans un hôtel particulier du quartier El Viso de Madrid. Il y a là les époux Geoffroy Dauvergne, Courtin, Berland peintres, Olivier Pettit, sculpteur et son épouse Carmen, Geneviève Laurent, Jean Mamez, Albert Zavaro, peintres, les Couprianoff, architecte, Jean Joyet et son épouse Marcelle Deloron, peintres, Mickaël Compagnion peintre, Gaston Sébire, Paul Collomb, peintres René Quillivic graveur, Bachir Yellès, Ernest Risse.
Il est chargé de cours à l'université Bordeaux-Montaigne durant 40 ans d'abord en tant qu'assistant en 1956, puis maître-assistant en 1961, maître de conférences en 1967 et enfin professeur de 1969 à 1991.
Il participe avec Louis Papy, doyen de la Faculté des Lettres, Henri Enjalbert, René Pijassou et Philippe Roudié, à la création du Centre d'études géographiques et historique sur la vigne et le vin (le CERVIN), ouvert le 19 novembre 1969.
Docteur Honoris Causa de l'Université de Valladolid en Espagne, il est l'auteur de nombreux ouvrages et d'articles, sur le vin, les spiritueux espagnols, et un spécialiste de la géographie et de l'histoire de l'Espagne.
En 1994, il participe au premier Congrès international de Puerto de Sant Maria (Cadix) ainsi qu'à plusieurs autres colloques .Il participe également à la création de l'association internationale Histoire et de Civilisation de la Vigne et du Vin (Histovid), dont Philippe Roudié fut président de 1999 à 2004. Ce dernier organise le 3e grand Colloque tenu à Bordeaux en octobre 1992 en hommage à Alain Huetz de Lemps pour son volume de 655 pages qui regroupe 30 études sur les vignobles, vins et eaux-de-vie de France et 26 sur les vignobles étrangers.
Membre de l'Académie nationale des Sciences, Belles-Lettres et Arts de Bordeaux, dont il fut le vice-président en 2001 et 2002. Il est également co-directeur des Cahiers d'Outre-Mer de 1980 à 1991.
Fidèle en amitié, il apporta son soutien inconditionnel à l'Association les Amis du Peintre Geoffroy Dauvergne en 2008 pour le sauvetage des fresques que son condisciple de la Casa avaient faite au CREPS de Dinard.
Il est le père de l'historien Xavier Huetz de Lemps (1964-) spécialisé dans les Philippines et a pour frère cadet Christian Huetz de Lemps (1938-2017) également géographe et historien.

## Œuvres
(liste non exhaustive)
- 1954 -  Australie et Nouvelle-Zélande , éd. PUF, rééd. 1980, 128.p.
- 1954 -  L'Océanie française , Paris, Presses universitaires de France, 125.p. (coll. « Que sais-je ? »).
- 1969 -  Le climat des Iles Canaries , Paris, SEDES
- 1970 -  La Végétation de la terre , Paris, éd. Masson
- 1974 -  Types d'agriculture commerciale. La canne à sucre en Afrique du Sud, le café en Nouvelle-Calédonie, avec J.P.Doumenge, Bordeaux, Talence; CEGET, in-4°, 237 p.
- 1976 -  L'Espagne , Coll Géographie des États, éd. Masson, Paris
- 1977 -  Types d'agriculture commerciale. La canne à sucre au Brésil, Bordeaux, CEGET, in-4°, 294 p.
- 1981 -  Atlas de la Nouvelle-Calédonie et dépendances , Paris, Orstom, avec M. Legrand, G. Sautter, H. Dubois.
- 1983 -  Actes du 2e Colloque international du CERVIN de 1982 (directeur de publication), CNRS, I.vol, 496 p.
- 1983 -  La canne à sucre , avec A. Collin Delavaud, éd. CNRS, Collection de la Maison des Pays Ibériques, 129 p.
- 1983 -  La canne à sucre en Espagne, au Pérou..., en Équateur, Collection de la Maison des Pays Ibériques, avec Anne Collin-Delavaud
- 1984 -  Nature et hommes dans les îles tropicales:réflexions et exemples , Congrès. Colloque SEPANRIT, 1981 à Bordeaux, 162 p.
- 1986 -  Géographie de l'Océanie , PUF, Paris. 128 p.
- 1988 -  Contribution française à la connaissance géographique des Mers du Sud , avec Olivier Chapuis, F. Doumenge
- 1989 -  L'économie de l'Espagne , Paris, Milan, Barcelone, éd. Masson ; réd. 3e édition, Armand Colin  (ISBN 2-200-21961-X), 1998;  éd. Else..Masson, 280 p.
- 1989 -  L'évolution récente de la culture de la canne à sucre à Maurice , dans : " Cahiers d'Outre-Mer", no 166, p. 155-188., ill, cart, tab, graph.
- 1990 -  Les restaurants dans le monde et à travers les âges, (co-direction) avec Jean-Robert Pitte, Grenoble, Glénat, 442.p.
- 1992 -  Le cacao, richesse des pays pauvres, article dans ouvrage, p. 57-372 dans : " Cahiers d'Outre-Mer" 179-180.
- 1994 -  Les paysages végétaux du globe, Paris, éd. 2, Masson, 184 p., 76 fig., 20 photos  (ISBN 978-2-225-84404-1)
- 1995 -  Contribution française à la connaissance géographique des Antilles et de l'Atlantique au sud des Açores , avec Olivier Chapuis, Jean-René Vanney et M. Burac.
- 1995 - Actes du 3 Colloque du CERVIN de 1992 à Bordeaux , en collaboration, Presses universitaires de Bordeaux
- 1997 -  Histoire du rhum , ed. Desjonquères, coll.Outremer, 294.p.  (ISBN 2843210011)
- 1997 ca - Mémoires de Maîtrise sur le vignoble charentais et le cognac, avec Paul Butel
- 1998  -  Géographie historique des vignobles, 1:Vignobles français, éd. CNRS?  (ISBN 2222024242)
- 1999  -  Histoire de la Société et de la famille Hennesy, avec Paul Butel
- 2000  -  Principales plantes cultivées introduites en Amérique latine depuis 1492, article dans Cahiers d'Outre-Mer no 209-210, p. 129-186.
- 2001  -  Boissons et civilisations en Afrique, Presses universitaires de Bordeaux
- 2005  -  Historique du CERVIN , article pour le Centre d'Études et de Recherche sur la Vigne et le Vin, texte en ligne.
- 2008  -  Un officier et la conquête coloniale Emmanuel Ruault (1878-1896), Paul Butel, Alain et Christian Huetz de Lemps, Presses Universitaires, Bordeaux, Collection Mémoires Vives.
- 2009  -  Les Vins d'Espagne , Presses universitaires de Bordeaux, 552.p.
- 2010  -  Le siège de l'Alcazar de Tolède, (juillet-septembre 1936) , éd. Economica,  (ISBN 9782717859072)